# Ekalavya

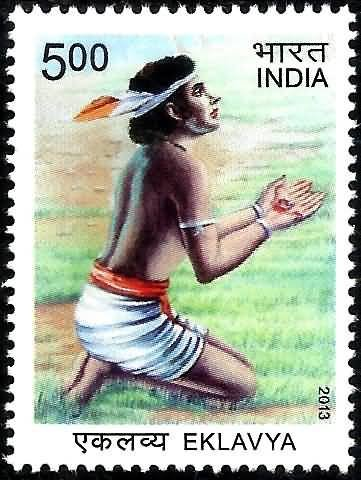
Ekalavya su un francobollo indiano

Ekalavya (in sanscrito एकलव्य) è un personaggio del poema epico Mahābhārata. Era un giovane principe di Nishadha, una confederazione di tribù della giungla nell'Antica India. Era figlio di Vyatraj Hiranyadhanus. Ekalavya desiderava studiare l'arte del tiro con l'arco nella scuola dell'insegnante Drona.
Ekalavya è riconosciuto come uno dei grandi re nello Starbharata Yajna.Malgrado non avesse il pollice destro, era riconosciuto come un formidabile arciere ed auriga.

## Giovinezza
Nel Mahābhārata, si indica che Ekalavya era figlio di Hiranyadhanus, che era il comandante dell'esercito del re Jarasandha e capo dei Nishadhas. Ekalavya si avvicinò a Drona per chiedergli di insegnargli le arti della guerra, specialmente l'arceria, ma Drona lo respinse perché aveva già promesso ad un altro allievo, Arjuna, di farlo diventare il miglior arciere e inoltre Ekalavya non proveniva da una famiglia di guerrieri. 

### Autoapprendimento
Anche se molto ferito a causa del rifiuto di Drona, Ekalavya non si diede per vinto nel suo desiderio di apprendere il maneggio dell'arco. Una volta si nascose nel bosco mentre il guru Drona insegnava ai fratelli Kaurava e Pandava il maneggio dell'arco; dopo che essi se ne furono andati verso l'ashram, Ekalavya raccolse il fango attraverso il quale era passato il guru, come un gesto che simboleggiava il desiderio di seguire i suoi passi e acquisire la sua conoscenza, successivamente andò nel bosco e costruì una statua di Drona sotto un albero molto grande. Ekalavya cominciò un rigoroso piano di autoapprendimento che si protrasse per vari anni. In capo a un periodo, Ekalavya diventò un arciere di eccezionale abilità, sorpassando Arjuna che era il miglior allievo di Drona. Per Ekalavya la statua era il suo guru e tutti i giorni praticava di fronte ad essa.

### Dakshina per il guru
Un giorno, quando Drona e i suoi allievi si addentravano nel bosco, Arjuna vide che un cane non poteva abbaiare giacché una gabbia formata con frecce e intorno alla sua bocca glielo impediva. La gabbia non arrecava danno alcuno al cane, ma non gli permetteva di abbaiare. Drona era meravigliato, ma anche nervoso: aveva promesso ad Arjuna che lo avrebbe fatto diventare il miglior arciere del mondo. Drona e i suoi allievi indagarono, e incontrarono Ekalavya. Al veder Drona, Ekalavya si diresse verso di lui e si inchinò in segno di rispetto.
Drona domandò ad Ekalavya dov'era che avesse appreso l'arceria. Ekalavya gli rispose: "Con voi, Guruji", e mostró a Drona la sua statua mentre gli spiegava che cosa aveva fatto.
Drona fece notare a Ekalavya che affinché fosse veramente suo discepolo, doveva pagare il dakshina al guru. Prontamente, Ekalavya si offrì di fare qualsiasi cosa per Drona. Drona chiede allora a V di consegnargli il pollice della mano destra. Inizialmente Ekalavya dubita e chiede a Drona di confermare la sua richiesta; Drona gliela conferma. Sorridendo, Ekalavya si taglia il pollice e lo dà a Drona.

## Vita posteriore e morte
Successivamente, Ekalavya lavorò come arciere del re Jarasandha. Quando Jarasandha pianificò il sito di Mathura, Ekalavya gli prestò il suo aiuto come arciere. Ekalavya aiutò anche Jarasandha e Shishupala inseguendo Rukmini quando ella fuggì per avere un'avventura con Krishna. Dopo essere stato licenziato da Jarasandha, Ekalavya cercò di vendicarsi lottando per distruggere Kuntibhoja e tutti gli Yadava a Dwarka. Durante l'attacco, fu tranciato da Krishna.